# ウォータールー地方空港

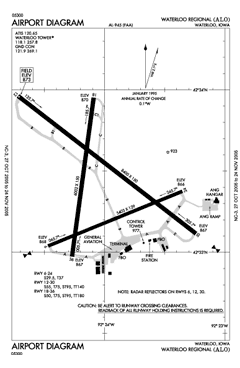
連邦航空局発行の敷地内見取り図

ウォータールー地方空港（英: Waterloo Regional Airport, Livingston Betsworth Field） (IATA: ALO, ICAO: KALO, FAA LID: ALO)はアイオワ州ブラックホーク郡ウォータールー市にある市営空港で、ウォータールー市街地から北西6.4km程に位置する。個人利用等の非定期民間航空（ゼネラル・アビエーション）の発着が主だが、数は少ないものの定期便も就航している。

## 概要
小規模地方空港に分類され、空港施設は搭乗口が2箇所とジェット機用のボーディングブリッジがひとつあるのみである。定期便の運行は、長い間デルタ航空(旧ノースウェスト航空)が担っており、ミネソタ州ミネアポリス-セントポールへ一日3便を乗り入れていた。実際の運行は傘下のデルタコネクション航空が担当し、内2便がサーブ-フェアチャイルド340型(ターボプロペラ機)、1便がキャナデアーの短距離向けジェット機での運行であった。34人乗りの340型を50人乗りのジェット機に変更する計画もあった。
空港設立の音頭をとったウォルター=ベッツワースの指揮の下、第二次世界大戦中の訓練施設から主要な地方空港へと変貌を遂げ、60年代から70年代にかけてはオウザーク航空やブラニフ航空も当空港に発着した。往時はミネアポリス、シカゴ、デンヴァー、セントルイスへ多数の定期便が就航していた。79年のベッツワースの死後はアイオワを代表するパイロット、ジョナサン=リヴィングストンとベッツワースを記念してリヴィングストン=ベッツワース空港の愛称がつけられた。1980年代から90年代にかけて様々な航空会社が当空港へ路線を延ばした。アメリカンイーグル航空、ユナイテッドエクスプレス航空、トランスワールド航空、ミッドウェイコネクション航空、エアミッドウェスト航空(イースタンエクスプレス航空として運行)等が定期線を運行していた。その後近隣の空港、特に当空港の南約109kmのところにあるアイオワ東部空港(シーダーラピッズ市近郊)に押され、デルタ航空参入以前の段階で、主要航空会社ではノースウェスト航空のDC-9機が唯一の乗り入れ便となるまでに縮小していた。
2011年末にデルタよりウォータールー便廃止の発表があり、併せて政府助成金で路線を維持する用意がある旨も通達した。これを受け州交通局では、他の航空会社からの入札も含め、定期便維持に向けての審査を始めた。アメリカン航空は、自社の短距離便を担当するアメリカンイーグル航空にシカゴ発着便を運行させる計画を発表した。アメリカンの担当者がウォータールー商工会へ赴き事業計画を説明し、地元企業も従来のミネアポリス便よりもシカゴ便を支持する向きが強かったことからアメリカンがデルタに変わって当空港へ就航することとなった。アメリカンの計画では、軌道に乗るまでの2年間程助成金が必要となるが、それ以降は助成金なしで独自に運営が可能だとしている。ウォータールー市議会は州交通局にアメリカンに鞍替えする旨を報告し、交通局は12月8日付けでアメリカンへの助成金交付を決定した。当分は一日2便で運行する予定。

## 事故
2009年6月2日、デトロイト発ロサンゼルス行きノースウェスト335便(ボーイング757型)が離陸約1時間後に当空港へ緊急着陸した。客室内が煙臭くなったため大事をとって着陸したもので、乗員8名、乗客182名に怪我はなかった。
整備士がウォータールーに向かった他、乗客は代替便で最終目的地へと向かった。 .

## 空港施設と利用状況
敷地面積は1,045haで、12/30方向に2,560×46m、18/36方向に1,829×46m、6/24方向に1,647×39mの計3本のアスファルト舗装の滑走路を擁する。
2006年10月31日までの12ヶ月間で46,800回の発着があり、一日あたり128便の計算になる。内66％が非定期民間便、13%が軍用機、11%が定期民間便、10%が航空タクシーであった。この間、ウォータールー空港に籍を置いていた航空機は94機で、79%が単発機、9%が双発機以上、3%がジェット機、10%が軍用機であった。

## 就航路線
| 航空会社             | 就航地                  |
| -------------------- | ----------------------- |
| アメリカン・イーグル | シカゴ/ORD              |
| フレア航空           | オーランド/サンフォード |

## 参照
1. ↑  FAA Airport Form 5010 for ALO (PDF) , effective 2007-12-20
2. ↑  Delta changes will bring upgrades to Waterloo air service, WCF Courier, July 17, 2011, Retrieved January 15, 2012
3. ↑  http://wcfcourier.com/news/local/dot-selects-american-airlines-over-delta-for-waterloo/article_05ffbbd6-21e6-11e1-9c36-0019bb2963f4.html